# Hohersdorf
Hohersdorf ist ein Ortsteil der Gemeinde Schmidgaden im Landkreis Schwandorf des Regierungsbezirks Oberpfalz im Freistaat Bayern.

## Geografie
Hohersdorf liegt 4,8 Kilometer nördlich von Schmidgaden und 2,3 Kilometer nördlich der Bundesautobahn 6 auf dem Nordufer des Krumbachs. Der Krumbach mündet 2,8 Kilometer südöstlich von Hohersdorf in den Hüttenbach. Der Hüttenbach ist 19,7 Kilometer lang und trägt die Gewässerkennzahl 14722. Er entspringt am Südwesthang des 667 Meter hohen Buchberges, fließt in Richtung Südosten und mündet bei Schwarzenfeld in die Naab. Die Umgebung von Hohersdorf ist von Quellen und Bächen geprägt, deren Wasser in zahlreichen Fischweihern genutzt wird.

## Geschichte

### 11. bis 18. Jahrhundert
Hohersdorf (auch: Hahartesdorf, Hocherstorf, Hochersdorf, Hohenstorf) gehört zu den Dorf-Orten, die bei der deutschen Besiedelung des Nabburger Landes vom 9. bis zum 11. Jahrhundert entstanden.
5 Güter in Hohersdorf gehörten zum Besitz des Klosters Ensdorf. Sie wurden im Zusammenhang mit der Erwerbung eines Gutes von Gerungi de Aschaha im Jahr 1143 durch das Kloster Ensdorf erwähnt. In den Jahren 1410 und 1500 gab es 10 Erbrechtsübergaben in Zusammenhang mit Ensdorf.
Hohersdorf wurde im Salbuch von 1413 erwähnt mit einer Steuer von ½ Pfund Pfennig zu Walpurgis und ½ Pfund Pfennig zu Michaelis. Im Salbuch von 1473 wurde Hohersdorf mit einer Steuer von 6 Schilling und 1 Achtel Hafer aufgeführt. Im Salbuch von 1513 war Hohersdorf mit einem Geldzins zu Walpurgis und Michaelis von 5 Höfen und einem jährlichen Jägergeld von 5 Höfen verzeichnet. Im Amtsverzeichnis von 1596 erschien Hohersdorf mit 6 ganzen Höfen. Im Türkensteueranlagsbuch von 1606 waren für Hohersdorf 5 Höfe, 1 Pferd, 12 Ochsen, 13 Kühe, 7 Rinder, 3 Schweine, 4 Kälber, 79 Schafe, 2 Frischlinge und eine Steuer von 20 Gulden und 21½ Kreuzer eingetragen.
Während des Dreißigjährigen Krieges erlebte die Region einen Bevölkerungsrückgang. 1500, 1523, 1583 und 1631 hatte Hohersdorf 5 Untertanen, 1658 und 1712 hatte es 4 Untertanen. Die Kriegsaufwendungen von Hohersdorf betrugen 1057 Gulden.
Im Herdstättenbuch von 1721 erschien Hohersdorf mit 6 Anwesen, 6 Häusern und 6 Feuerstätten. Im Herdstättenbuch von 1762 mit 5 Herdstätten, 1 Inwohner und 1 Hirtenhaus mit 1 Inwohner. 1792 hatte Hohersdorf 5 hausgesessene Amtsuntertanen. 1808 gab es in Hohersdorf 5 Anwesen, ein Hirtenhaus.

### 19. und 20. Jahrhundert
1808 begann in Folge des Organischen Ediktes des Innenministers Maximilian von Montgelas in Bayern die Bildung von Gemeinden. Dabei wurde das Landgericht Nabburg zunächst in landgerichtische Obmannschaften geteilt. Hohersdorf kam zur Obmannschaft Rottendorf. Zur Obmannschaft Rottendorf gehörten: Rottendorf, Hohersdorf, Legendorf, Inzendorf, Kadermühle und Grimmerthal.
Dann wurden 1811 in Bayern Steuerdistrikte gebildet. Dabei kam Hohersdorf zum Steuerdistrikt Rottendorf. Der Steuerdistrikt Rottendorf bestand aus den Dörfern Rottendorf und Hohersdorf und der Einöde Grimmerthal und den königlichen Waldungen Pfarrschlag und Sizabu. Er hatte 36 Häuser, 230 Seelen, 150 Morgen Äcker, 50 Morgen Wiesen, 60 Morgen Holz, 1 Weiher, 12 Morgen öde Gründe und Wege, 4 Pferde, 40 Ochsen, 26 Kühe, 36 Stück Jungvieh, 66 Schafe und 20 Schweine.
1818 wurde mit dem Zweiten Gemeindeedikt die übertriebene Zentralisierung weitgehend rückgängig gemacht und es wurden relativ selbständige Landgemeinden mit eigenem Vermögen gebildet, über das sie frei verfügen konnten. Hierbei kam Hohersdorf zur Ruralgemeinde Rottendorf. Die Gemeinde Rottendorf bestand aus den Ortschaften Rottendorf mit 38 Familien, Hohersdorf mit 8 Familien, Grimmerthal mit 1 Familie, Wolfsbach mit 16 Familien, Rödlmühle mit 2 Familien, Zißlmühle mit 2 Familien und Littenhof mit 10 Familien. Im Januar 1972 wurde die Gemeinde Rottendorf in die Gemeinde Schmidgaden eingegliedert.
Hohersdorf gehört zur Pfarrei Rottendorf im Dekanat Nabburg. 1997 gab es in Hohersdorf 38 Katholiken.

## Einwohnerentwicklung ab 1819
| Jahr | Einwohner  | Gebäude |
| ---- | ---------- | ------- |
| 1819 | 8 Familien | k. A.   |
| 1828 | 40         | 7       |
| 1838 | 40         | 7       |
| 1864 | 57         | 26      |
| 1875 | 51         | 30      |
| 1885 | 45         | 7       |
| 1900 | 41         | 7       |
| 1913 | 41         | 6       |

| Jahr | Einwohner | Gebäude |
| ---- | --------- | ------- |
| 1925 | 43        | 6       |
| 1950 | 55        | 6       |
| 1961 | 51        | 7       |
| 1964 | 51        | 7       |
| 1970 | 48        | k. A.   |
| 1987 | 38        | 8       |
| 2011 | 45        | k. A.   |